# خانه ابیانه‌ای
خانه ابیانه‌ای مربوط به دوره قاجار است و در شهرستان نطنز، روستای ابیانه، محله یوسمان واقع شده و این اثر در تاریخ ۱۱ مرداد ۱۳۸۴ با شمارهٔ ثبت ۱۲۳۳۱ به‌عنوان یکی از آثار ملی ایران به ثبت رسیده است.